# Toru Kawashima
Toru Kawashima (Osaka, 4 juni 1970 – 19 januari 2024) was een Japans voetballer.
Kawashima overleed op 19 januari 2024 op 53-jarige leeftijd.